# Eriopeltastes maculatus
Eriopeltastes maculatus är en skalbaggsart som beskrevs av Ricchiardi 1999. Eriopeltastes maculatus ingår i släktet Eriopeltastes och familjen Cetoniidae. Inga underarter finns listade i Catalogue of Life.